# Động đất Surigao 2017
Động đất Surigao 2017 là trận động đất xảy ra  vào lúc 22:03:42 (PST), ngày 10 tháng 2 năm 2017. Trận động đất có cường độ 6,7 Ms hoặc 6,5 Mw, tâm chấn độ sâu khoảng 15 km. Hậu quả trận động đất đã làm 8 người chết, 202 người bị thương, ước tính thiệt hại lên đến 665 triệu Peso Phillippines.

## Động đất

### Thang địa chấn
| Động đất chính (Mw 6.7) | Động đất chính (Mw 6.7)                                                            |
| MMI                     | Địa điểm                                                                           |
| ----------------------- | ---------------------------------------------------------------------------------- |
| VII                     | Surigao; San Francisco, Surigao Del Norte                                          |
| VI                      | Pintuyan, Nam Leyte.                                                               |
| V                       | Mandaue, San Ricardo, Limasawa, San Francisco, Nam Leyte                           |
| IV                      | Hinunangan, Nam Leyte, Butuan                                                      |
| III                     | Hibok-hibok, Camiguin, Tolosa - Tacloban, Leyte, Bislig, Gingoog, Misamis Oriental |
| II                      | Cagayan de Oro, Talocogon, Agusan del Sur, Dumaguete, Cebu                         |

| Dư chấn (Mw 5.9) | Dư chấn (Mw 5.9)                     |
| MMI              | Địa điểm                             |
| ---------------- | ------------------------------------ |
| VI               | Surigao                              |
| IV               | Limasawa và San Ricardo, Nam Leyte   |
| III              | San Juan và San Francisco, Nam Leyte |
| II               | Gen. Luna, Surigao Del Norte; Ormoc  |
| Địa chấn kéo dài |                                      |
| VII              | Surigao                              |
| I                | Borongan, Đông Samar; Palo, Leyte    |

Theo Trung tâm Cảnh báo Sóng thần Thái Bình Dương, không có cảnh báo sóng thần nào được đưa ra sau trận động đất. 